# 月とオルゴール
「月とオルゴール」（つきとオルゴール）は、新谷良子の11thシングル。2008年10月22日にLantisからリリースされた。販売元はキングレコード。

## 収録曲
1. 月とオルゴール [4:01]
  - 作詞・作曲・編曲:R・O・N
2. アイロニカルスター  [4:03]
  - 作詞:R・O・N、作曲・編曲:川島弘光
3. 月とオルゴール (off vocal)
4. アイロニカルスター (off vocal)